# どこでもドア

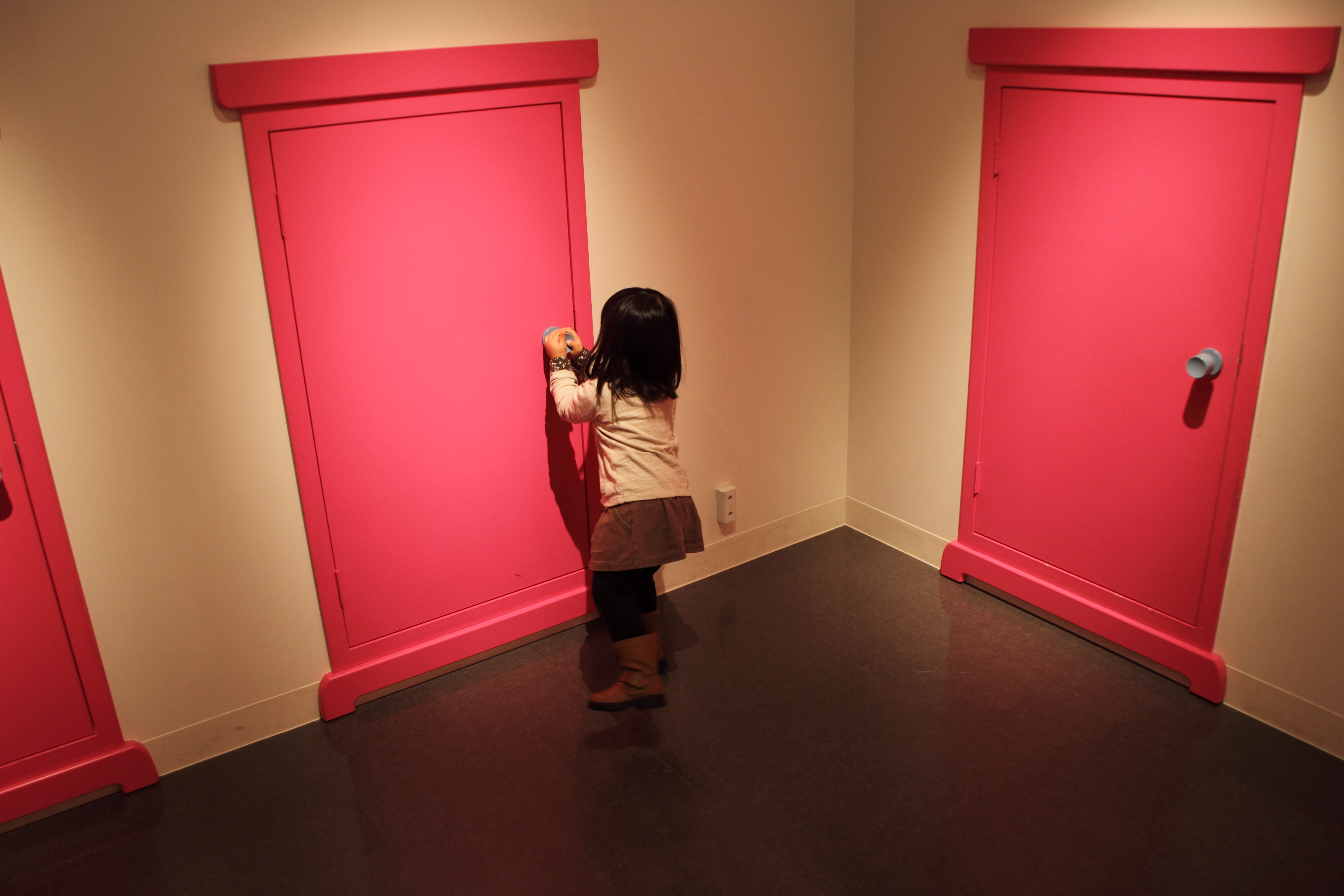
『ドラえもん わくわくスカイパーク』（新千歳空港内）にある「どこでもドア」のアトラクション（2012年1月28日撮影）

どこでもドアは、藤子・F・不二雄の漫画『ドラえもん』に登場するひみつ道具。作中で使用頻度が高い。

## 概要
片開き戸を模した道具。目的地を音声や思念などで入力した上で扉を開くと、その先が目的地になる。ドアの色はピンク。
ドアのノブに意志読み取りセンサーが組み込まれているため、場所の指定は「いつもの空き地」と言えば野比家の近所の空き地になったり、「どこでもいいから遠く」と言えば適当な場所になるなど、曖昧な指定が可能。また、のび太がしずかの家へ行こうとすれば、のび太の気持ちが読み取られて行き先が風呂場になったりもする（但し、これを防止するプライベートロックという機能が存在する。詳細は後述）。更に、どこにいるか分からない人物の居場所、船など常時高速で位置を変えているような場所（乗り物）、空飛ぶ絨毯など移動先の位置がはっきり分からず素早く動いているような場所、どこかの宇宙（銀河）を移動している宇宙船の中といった、会いたい相手の居所や行きたい場所の位置が分からない場合でも正確に移動することが出来る（ただし『宝島』のみ、高速で移動する対象へは移動できないという設定になっている）。
アメリカ版では「Anywhere Door（エニーウェア ドア）」という名前で登場。

### 機能
ドアに内蔵されている宇宙地図の範囲で、10光年以内の距離しか移動できないという制限がある。10光年を超えた距離のある目的地を指定して扉を開くと、「どこでもドア」としての機能は働かず、ただのドアとして機能する。しかし作品によっては宇宙の果てまで「どこでもドア」でたどり着いていたり、「創世セット」で作った異次元に存在する地球型惑星や、「ゲームブック」の中の世界、「物語トンネル」で入り込んだ架空の物語の世界等でも自由に移動することが出来ている。
この地図はあくまで現代（及びどこでもドアが開発された時代）のもので、大陸の配置などが大きく異なる時代では基本的には移動できないのだが、作品によっては先述のような時代（恐竜が生息しており大陸の配置が現代と異なる時代）でも問題無く移動していることもある。映画『のび太とアニマル惑星』のみ、現在地がわからないと使うことができないとされている（先述の通り『創世日記』や「シンデレラはどこいった？」では、現在地が把握出来ない異世界でも使用出来ている）。
どこでもドアには学習機能があり、移動しながら地形データを記憶させることで使用可能になる。なお宇宙地図の描写は大長編のみで、映画には登場しない。
次元を越えることはできないため、「地平線テープ」や「入りこみ鏡」などで作られた異次元空間などの特別な世界から現実世界へ戻ることはできない。しかし『銀河超特急』では、ミステリー列車がワープした際に走る特殊な空間から「どこでもドア」で野比家に戻っている。また、過去や未来との移動はできない。ただし、タイムマシンの出口とドアの出口を繋ぐことで、空間移動と時間移動を同時に行うことはできる。
扉に「時差修正装置」が組み込まれているとする資料（後述）もあるが、「時差修正マシン」、「時差調節ダイヤル」のようなオプションパーツをまれに使用していることから、「時差修正装置」を搭載した機種が使用されたのは一時的なものだった可能性がある。現に日本とドイツを行き来した際、時差が生じている。
耐久性は燃やされたり、ワニにかじられたり、ノコギリで切断されたり、高所から落下することで粉々に大破すると脆いこともあれば、深海底の水圧でも壊れることなく正常に使用出来たり、太陽の至近距離でも燃えたり壊れることなく使用可能であったりと、作品によって強度は一定ではない。
ドア自体は常時普通のドア同様の大きさと硬さがあるため、単体では持ち運びに適さない。四次元ポケットと併用してこそ便利さが十二分に発揮できる道具と言える。
ドアを開けた際の裏側は目的地の場所は見えず、場所を指定していない時と同じようにドアの向こう側が見える。
ミニドラえもんもどこでもドアを持っているが、ミニドラに合わせたミニサイズであり、ミニドラと同じ大きさのもの（人間なら手や顔）しか通ることはできない。
ドラミも所持しており、色は、テレビアニメ第2作第1期では花柄、第2期ではオレンジ色となっている。
アニメ「ドラえもん」の「サハラ砂漠で勉強はできない」ではドラえもんがどこでもドアの鍵をなくし、サハラ砂漠から帰れなくなっていた。

## 構造
かつて地図を内蔵するという概念が存在しなかった時期に発表された内部図解と、1986年以降に発表された内部図解の、大きく分けて2種類の内部図解が存在する。後者は資料によって描かれる部品の形が異なるが、多くの部分で似た言葉が共通して使用されている。
前者は『ドラえもんひみつ全百科（ドラえもんひみつオールひゃっか）』（『てれびくん』1980年6月号付録）で発表されてからは一度も使用されていない。

### 旧型の構造
- 扉の上：空間たんさき[29]
- 柱：四次元電りゅうへんかんき[29]
- 足：ていちゃくそうち[29]

また、3次元空間を4次元的に折りたたんで2か所を近づけるための装置、4次元フィールド装置が組み込まれている。

### 新型の構造
- 扉の上：空間歪曲装置[31]
- 扉の下：空間歪曲装置[31][32][33][34]、連鎖ユニット[32][34]
- 柱：コンピューター[32][34]
- 扉：時差修正装置[31]、空間座標決定機[32][34]（「空間座標決定コンピューター」表記[31]、「コンピューター」表記[33]あり）、宇宙地図[31][32][33][34]、世界地図[31][32][33][34]、バッテリー[31][32][33][34]
- ドアノブ：行き先受信ノブ[32][34]（「いき先よみとりノブ」表記[31]、「行き先読み取りノブ」表記[33]あり）と呼ぶ。プライベートロック[32][34]というボタンスイッチが付いており、マイクロホン、意志読み取りセンサー、コンピューターが内蔵されている[34]。

ドアには鍵をかけることもできる。また『21世紀版ドラえもん ひみつ大百科』では、空間歪曲装置が1つになっていて、宇宙地図・世界地図が四角形から円形になっている。
カタログ番号：M-04、商品番号：MD401-E、価格：640,000円。
また、「どこでもドアを作ろう!」（2014年5月2日放送）によると、同じタイプの道具「どこへでもドア」が登場、塩と砂糖を使うらしい。また、木材を切っているシーンがあった。

## 関連する道具
同様の道具に、「プッシュドア」「どこでもまど」「どこでもガス」「どこかなまど」「どこでもきっぷ」がある。プッシュドアの巻では、のび太がどこでもドアとの比較についでドラえもんに聞いたところ、「あれ（どこでもドア）より手軽」だと答えているが、なぜ話すだけのどこでもドアよりも手軽なのかは明らかになっていない（コンパクトさと圧倒的に軽量であることは見た目からわかる）。
ミニどこでもドア
「ぼくミニドラえもん」（てんとう虫コミックス『ドラえもん』第41巻収録）や『ドラえもんのまんがで楽しむ漢字の本』に登場する。
どこでもドアを小型化した道具。人間なら手や顔ぐらいしか通ることができないが、スモールライトで体を小さくすれば通ることができる。
どこだかドア
「あべこべの星」（てんとう虫コミックス『ドラえもん』第17巻収録「あべこべ惑星」のアニメ化作品）に登場する。元となった原作「あべこべ惑星」には登場しない。
地球と左右方向、男女性別などがあべこべになっている惑星の、ドラえもんに相当するキャラクターの道具。形はどこでもドアと同じだが、デザインが木目調でやや古ぼけた印象がある。どこでもドアが「直接指定した場所に行ける」のに対し、これは文字通り「開けてみるまでどこだかわからない」という性質のものの様である。
あっちでもドア
「ムシャクシャタイマー」（1993年3月12日放送、映像ソフト未収録）に登場する。
どこでもドアの代わりとして、未来の国のデパートで最新型として販売中のひみつ道具。どこでもドアは下取り対象にもならない型落ち品なのだという。「あっちでもドア」と「こっちでもドア」はどこでもドアの最新型であるという説明はあるが、詳細は作中に登場しない。
ハツメイカーによる発明品
どちらも「どこでもドアを作ろう!」（2014年5月2日放送）に登場する。
どこへでもドア
どこでもドアを自作しようとハツメイカーにリクエストした結果、設計図が出てきたもの。見た目や色はどこでもドアに似ている。ドラえもんは「複雑な構造」と言っている。木材と砂糖を小さじ1杯、塩を少々使う（紫色の四角い箱に入れていた）。雑に作る（ドアの上の部分が外れている）、配線を間違える（例えば紫同士をつなげてはいけない所をつなげる）と爆発する。作中ではドラえもんが完成させたものの、目的地を言ってドアを開ける度に目的地とは異なる場所につながり、それが延々と続くという事態が起き、どこでもドアを完全に再現させることができなかった。他の試作品では、指のサイズにのどこへでもドアは効果はより安定しているようです。
ハワイ専用どこでもドア
「どこでもドアを作ろう!」（2014年5月2日放送）に登場する。
上記の「どこへでもドア」を断念し、代わりにハツメイカーにリクエストした道具。名前の通り、ハワイだけに行けるドア。ドラえもん曰く「もはやどこでもドアじゃない」。ドアの色は緑。簡単に作れるらしく、ハツメイカーで頼んだときの説明書は薄かった。
初期型どこでもドア
映画『ドラえもん のび太のひみつ道具博物館』に登場する。
発明家・ハルトマン博士によって開発された「最初のどこでもドア」であり、記念すべき「ひみつ道具第一号」。ドラえもんらが普段使用しているものより遥かに巨大であり、まるで城門のように左右に開閉する。
現在は、ひみつ道具博物館のエントランスホールにその他の歴代どこでもドアとともに展示されており、各館へと通じる移動手段として利用されている。

### 併用した道具
作中、どこでもドアを併用せねばならない道具がいくつか登場している。
昆虫探知カード
使用することで、昆虫のすみかに移動する。
時差修正マシン
『ドラえもん のび太の大魔境』に登場する。時差を修正する効果を持つ。
時差調節ダイヤル
『ドラえもん のび太と雲の王国』に登場する。「時差」とあるが、作中では、数時間前や数日後までの時間移動を可能としている。
どこでもドアべんりセット
アニメ第2作第2期「ステキな道具は交換で！？」（2025年5月17日放送）に登場する「どこでもドア覗き窓」、「どこでもド アノブカバー」、「どこでもドアピンポン」の3点セット。モットーは『痒い所に手が届く!どこでもドアをもっと便利に』。ドラえもんが買取業者との交換の末に入手したが、後にドア本体も業者に出してしまったため結局無意味になる。

## 用例
ドラえもんやのび太達が遠方へ移動する際の定番の手段となっており、ドラえもん不在時にのび太が勝手に使用することも多い。
どこでもドアの発明により、銀河SL天の川鉄道が廃止になった。ドラえもんは廃止前最終便の記念切符を購入している。
大長編などではしばしば使用不可能になる。『ドラえもん のび太の大魔境』（原作漫画）ではドラえもんらがドアを空き地に置いてアフリカへ行っている間に、神成と老婆に粗大ゴミと間違われて焼却される。映画第1作ではワニにかじられて破壊されてしまった。第2作では神成が粗大ゴミとしてノコギリでバラバラにしてしまう。『ドラえもん のび太と銀河超特急』では、超空間を封鎖された際に、ドアを開けたところにバリアーが張られ、一時的に使用できなくなった。寺本幸代の監督・演出作品では使用不可能時の描写として、ドアを開けた先がスノーノイズの空間になってしまうという表現が多用される（「天の川鉄道の夜」（2009年3月6日放送）・『ドラえもん のび太のひみつ道具博物館』・『ドラえもん&Fキャラオールスターズ「月面レースで大ピンチ!?」』）。
ドラえもんのスピンオフ作品『ドラベース ドラえもん超野球外伝』では、22世紀の国際的行事であるWABC期間中にはどこでもドアが使用不能であり、移動には旧来の移動機械しか使えない事になっている。
「どこでもドアを持っていて密室に自由に出入りできるから」という理由で、ドラえもんがスネ夫に密室事件の犯人に指名されたことがある。
建てつけが悪くなるなどの原因から、本編作中でもしばしば修理に出される。またドアノブが外れたり、ドアの一部が雪男にかじられた例もある。
ドラえもんのひみつ道具の中でも、「タイムマシン」や「タケコプター」、および「スモールライト」と並んで有名だが、タイムマシンやタケコプター、スモールライトが原作連載初年の1970年で登場するのに対し、どこでもドアは連載3年目の1973年で初登場と、登場が遅い。初めて使用したのもドラえもんではなくドラミである。なお、このときは「どこでもドア」という名称が出ていない（名前の初出は初登場から4か月後）。
またドラミが所持するどこでもドアには、ドアより大きな物でもドアをくぐることのできる機能があるが、ドラえもんのものでこの機能が使用される描写はない。『ザ☆ドラえもんズ おかしなお菓子なオカシナナ?』でも大きな荷物をくぐらせることができなかった。

## 用語
プライベートロック
他人に来られたくない場所（ただし、個室に限る）を自分のドアにセットすると、連鎖ユニットという装置によりほかのすべてのどこでもドアにその情報が届き、ロックされた場所へは行けなくなるという機能。
ドコでもドアげんり
ドアが開くと空間歪曲型ワープの現象が生じ、ドアの向こうが目的地へ通じるということ。

## 藤子作品での同様のアイテム
同じ藤子作品の漫画でのワープ機能を持つ移動アイテム。
どこにでも行ける扉
『てぶくろてっちゃん』で主人公・てっちゃん（てつお）が不思議な手袋で作った扉。扉という点も含めて、どこでもドアと似た設定である。
天狗の抜け穴
キテレツ大百科の発明道具#天狗の抜け穴も参照。
『キテレツ大百科』で主人公・キテレツ（木手英一）が作った道具。テープで輪を作った2点をつなぐ機能を持つ。
すでに行ったことのある2つの地点をつなげるという点では、「どこでもドア」よりもワープペンに近い。

## 商標
- ニチベイは間仕切りと併用する自立式扉の開発を検討した際、金属やガラス素材を除く扉を指定商品に『どこでもドア』を商標登録している[42]。なお開発が中止されたため商標は使われなかった[43]。
- 三菱重工交通機器エンジニアリングが鉄道駅用のホームドアなどを指定商品に『どこでもドア』を商標登録[43]実証実験を行っている[44]。なお藤子プロや小学館などの関係者には連絡していないという[45]。

## ドラえもん関連の楽曲での登場
- 『ドラえもん』のアニメ作品の主題歌では、「ドラえもんのうた」3番及び「夢をかなえてドラえもん」1番の歌詞内に登場する。

## 企業CMとのタイアップなど
どこでもドアは、ドラえもんのひみつ道具の中でも、使用頻度が高く、知名度が高いため、企業のCMとのタイアップや、他の書籍などにもよく登場している。移動をテーマにした道具であることから、特に、自動車メーカーや鉄道会社、航空会社など交通関連企業のCMに登場することが多い。

### 交通関連企業のCMタイアップ
- 都営大江戸線が環状に近い形で開業する際、「東京の、どこでもドア。」とのキャッチフレーズが各種メディアにドラえもんと共に出現した。
- ドラえもんがCMに出演していた日産・ラシーンのキャッチコピーは「僕たちのどこでもドア」だった[46]。
- トヨタ自動車が2012年に登場した14代目クラウンは発表に際しピンク色の個体が登場し、同車をどこでもドアに見立てたCMが放送された[47]。ピンク色のトヨタ・クラウンは2013年に特別仕様車『ReBORN PINK』として限定発売された[48]。また、『ドラえもん』のキャラクターでも登場するReBORNでのトヨタ・ノアのキャッチコピーは「どこでもノア」だった[49][50]。
- 2016年9月から日本航空で運航されている「JAL ドラえもんJET」では、ボーイング767-300ERの機体後方の乗降扉をどこでもドアを模してピンク色に塗装している。
- 2019年2月26日、小田急電鉄登戸駅にどこでもドアを模した装飾が登場した[51]。
- 2020年9月14日、西日本旅客鉄道（JR西日本）は、「どこでもドアで、どこいこう。」と称するキャンペーンを発表し、10月1日から、新型コロナウイルス禍での利用客数減少対策として、期間限定で新幹線・特急含む同社エリアが2日間乗り放題となるなどの「どこでもドアきっぷ」を発売した[52]。

### その他業種のCMタイアップ
- 2020年9月8日から、サントリーフーズのペットボトルコーヒー「クラフトボス」のリモートワークを題材にしたCMで、「どこでもドア」が登場している[53]。

### 書籍・テスト問題での登場
- SF作家アイザック・アシモフが1954年に発表したSF短編「こんなにいい日なんだから」（短編集『サリーはわが恋人』所蔵）には、どこでもドアと同様の機能を持つ「ドア」が登場する。ただし、同作が日本で紹介されたのはかなり後年のこと。
- 2002年、大学入学者選抜大学入試センター試験の総合理科の問題に、スモールライトとともに登場した[54]。
- 漫画『電波教師』の主人公・鑑純一郎は、17歳時点で「どこでもドア」が実現可能ということを証明したという設定[注釈 4]。
- 三省堂国語辞典では「どこでもドア」の項目を2021年12月発売の第八版より収録している[55]。ドラえもんのひみつ道具の中でも一般の文章や会話の中で使われる頻度が高いと判断されたため、収録に至った。

## その他
- 2014年4月11日からテレビアニメではデータ放送を実施しているが、そのデータ放送のコーナーに「どこでもドアかくれんぼ」という4つのどこでもドアからドラえもんがどこにいるかを当てるゲームがあり、2015年3月20日まで週に1回遊ぶことができた。